# Roodbruine lijnbladroller
De roodbruine lijnbladroller (Celypha rivulana) is een vlinder uit de familie bladrollers (Tortricidae). De wetenschappelijke naam is voor het eerst geldig gepubliceerd in 1763 door Scopoli.
De soort komt voor in Europa.